# Бюретка

Сучасна бюретка

Бюре́тка (від фр. burette, зменшеної форми buire — «посудина для спиртного», «глек») — циліндрична скляна трубка з поділками й краном (або затискачем) для точного вимірювання невеликих об'ємів рідин. Застосовують у титриметричному аналізі.